# 발라바노보

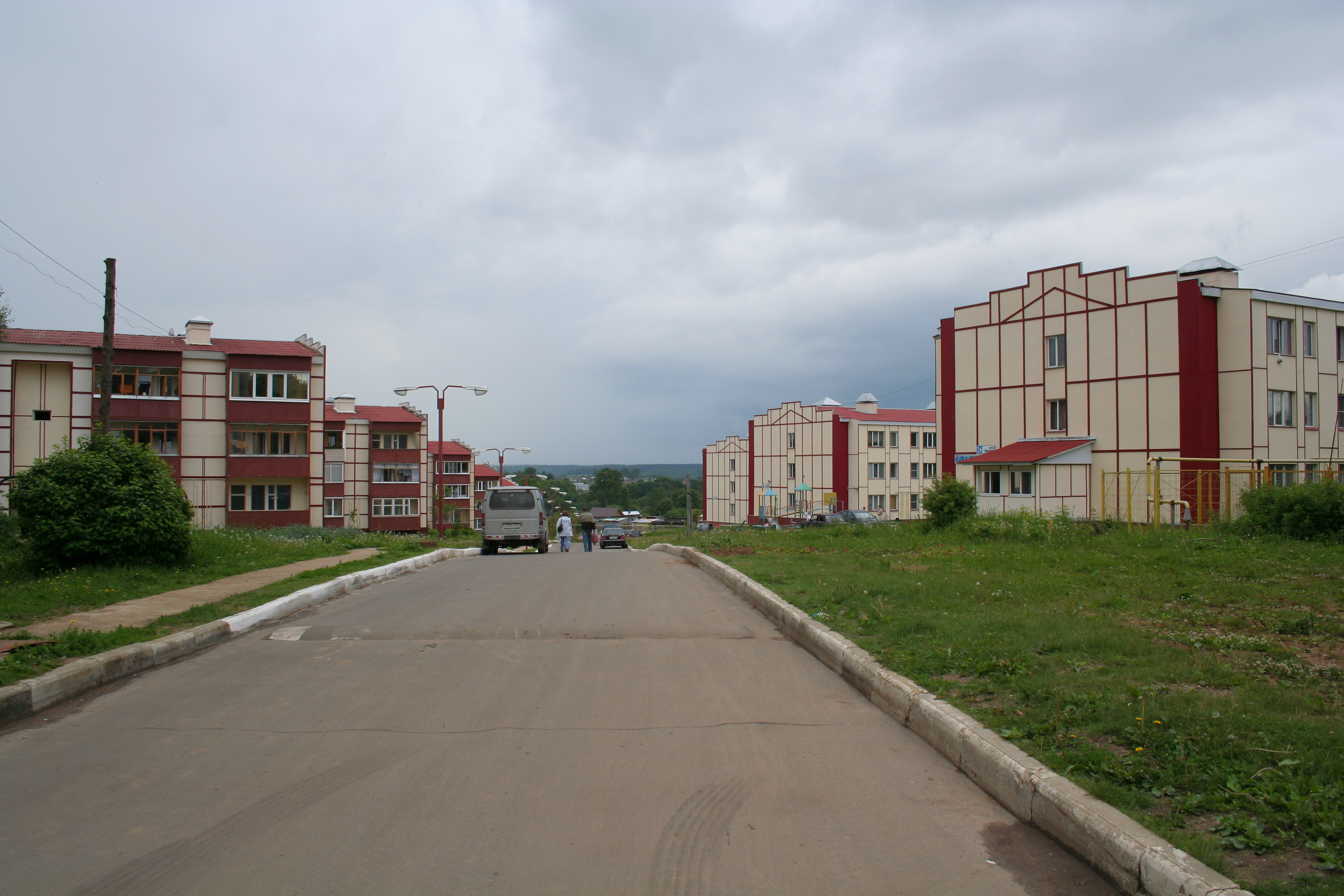

발라바노보(러시아어: Балаба́ново)는 칼루가 주 보롭스키 군의 도시이다. 인구는 2만3,100명(2005년)이다.
프로트바강(오카강의 지류)에 접해 있고, 칼루가에서는 북동쪽으로 76 km 떨어져 있고 모스크바에서 남서쪽으로 90 km 떨어져 있다.
이 도시는 17세기에 지어졌다. 1972년에 도시로 등록되었다.
현재 시장은 블라디슬라프 알렉세예프(Владислав Алексеев)이다.